# 136 Austria
Austria (định danh hành tinh vi hình: 136 Austria) là một tiểu hành tinh ở vành đai chính, có quang phổ kiểu C. Ngày 18 tháng 3 năm 1874, nhà thiên văn học người Áo Johann Palisa phát hiện tiểu hành tinh Austria khi ông thực hiện quan sát tại Đài quan sát Hải quân Áo ở Pola, Istria và đặt tên nó theo tên tiếng Latinh của quê hương Áo-Hung của ông. Đây là tiểu hành tinh đầu tiên trong số rất nhiều tiểu hành tinh do ông phát hiện.